# GRL-0617
GRL-0617是一种药物，是最早被发现可作为木瓜蛋白酶样蛋白酶（PLP）的选择性小分子抑制剂的化合物之一，PLP可在某些致病病毒（包括冠状病毒SARS-CoV-2）中发现。它已被证明可以在体外抑制病毒复制。